# Paul Kummer

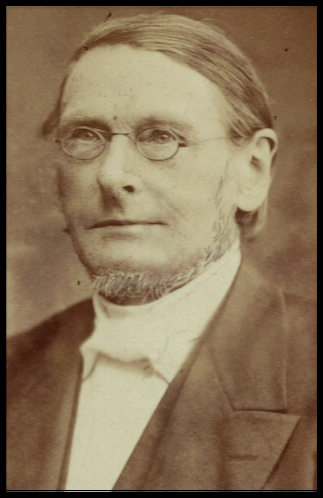

Paul Kummer (22 augustus 1834 - 6 december 1912) was een predikant, leraar en wetenschapper in Zerbst (Duitsland). Hij is vooral bekend om zijn bijdrage aan de mycologische nomenclatuur. Een eerdere classificatie van plaatjeszwammen door Elias Magnus Fries wees slechts een klein aantal geslachten aan, waarbij de meeste soorten in Agaricus werden geplaatst. Deze paar geslachten waren verdeeld in vele stammen. In zijn werk uit 1871, Der Führer in die Pilzkunde, verhief Kummer de meerderheid van de Fries-stammen tot de status van geslacht, waarmee hij veel geslachtsnamen van plaatjeszwammen publiceerde die tot op heden in gebruik zijn.
Van 1857 tot 1863 werkte hij als privédocent en diende daarna als kapelaan in Zerbst (1863–1877). Vanaf 1877 was hij predikant in Hann Munden.